# عبد الكريم راغون
عبد الكريم راغون كان دبلوماسيًا مغربيًا، حيثُ عيَّنَه السلطان المغربي محمد بن عبد الله (محمّد الثالث) في عام 1766 سفيرًا للمغرب لدى الدولة العثمانية، وهو ما عَكَسَ دعم السلطان المغربي للدولة الإسلاميّة بعد الحرب الروسية التركية. أُرسلَ راغون الذي ينحدرُ من مدينة تطوان إلى بلاط السلطان العثماني مصطفى الثالث للتعبير عن تضامن السلطان المغربي مع الدولة العثمانيّة في وجهِ الروس. 
بدأ عبد الكريم راغون مهمته الدبلوماسية مباشرةً بعد تعيينه في العام 1766 بهدفِ دعم الأتراك الذين خاضوا مؤخرًا صراعًا مع الروس.  عند وصوله إلى القسطنطينية، قدَّم راغون رسالةً من السلطان محمد الثالث، عبَّر فيها لمصطفى الثالث عن انحيازه ودعمه للدولة العثمانية ضدّ الروس، وبقي السفير في العاصمة العثمانية لمدة عام قبل أن يعود إلى المغرب.
تُوجّت جهود راغون الدبلوماسية كسفيرٍ للمغرب لدى الإمبراطورية العثمانيّة عام 1777 حينما أهدى السلطان العثماني مصطفى الثاني سفينة حربيّة للسلطان المغربي كدليلٍ على الرابطة القوية والمتينة بين الإمبراطوريتين.